# Горњи Ратиш
Горњи Ратиш (алб. Qëndresa e Epërme/Ratisha i Epërme) је насељено место у општини Дечани, на Косову и Метохији. Према попису становништва из 2011. у насељу је живело 210 становника.

## Положај
Атар насеља се налази на територији катастарске општине Горњи Ратиш површине 173 ha. Село се налази у долини Лоћанске и Дечанске Бистрице.

## Историја
Ратиш се први пут помиње 1330. године, у повељи коју је српски краљ Стефан Дечански издао својој задужбини — манастиру Дечанима. Тада је село имало 17 српских кућа. Године 1935. сељаци су на темељима старије српске цркве подигли нову цркву посвећену Св. Тројици. Она је демолирана и оскрнављена априла 1941. године када су Албанци попалили и раселили сва српска и црногорска села у Метохији, али је ипак стајала као рушевина и после Другог светског рата. Осамдесетих година 20. века је потпуно срушена. Око цркве Св. Тројице постојало је старо српско гробље од којег сада нема ниједан надгробни споменик ни камен.

## Становништво
Према попису из 2011. године, Горњи Ратиш има следећи етнички састав становништва:
| Националност | 2011.        |
| Албанци      | 207 (98,57%) |
| Бошњаци      | 1 (0,48%)    |
| недоступно   | 2 (0,95%)    |
| Укупно       | 210          |

| Демографија | Демографија | Демографија |
| Година      | Становника  | Становника  |
| ----------- | ----------- | ----------- |
| 1948.       | 152         |             |
| 1953.       | 172         |             |
| 1961.       | 198         |             |
| 1971.       | 209         |             |
| 1981.       | 262         |             |
| 1991.       | 257         |             |
| 2011.       | 210         |             |